# Сити-оф-Ланкастер
Сити-оф-Ланкастер (англ. City of Lancaster) — район (англ. non-metropolitan district) со статусом сити в церемониальном неметрополитенском графстве Ланкашир, административный центр — город Ланкастер.
Район расположен в северной части графства Ланкашир, на западе выходит на побережье Ирландского моря, на севере граничит с графством Камбрия, на востоке — с графством Норт-Йоркшир.

## Состав
В состав района входят 38 общин (англ. Parish):
| 1. Аркхолм-уит-Кевуд 2. Болтон-ле-Сандс 3. Борвик 4. Барроу-уит-Барроу 5. Кантсфилд 6. Карнфорт 7. Кейтон-уть-Литтлдейл 8. Клафтон 9. Кокерем 10. Эллел 11. Грессингем 12. Холтон-уит-Отон 13. Хитон-уит-Оксклифф | 1. Хорнби-уит-Фарлтон 2. Айрби 3. Лек 4. Меллинг-уит-Рейтон 5. Мидлтон 6. Моркам 7. Нетер-Келлет 8. Овер-Келлет 9. Овер-Уайрсдейл 10. Овертон 11. Прист-Хаттон 12. Квернмор 13. Роберндейл | 1. Скотфорт 2. Силвердейл 3. Слайн-уит-Хест 4. Татем 5. Тернем 6. Танстол 7. Уортон 8. Уэннингтон 9. Уайттингтон 10. Рей-уит-Боттон 11. Йиленд-Коньерс 12. Йиленд-Редмейн |